# Sociedad Europea de Estudios de Traducción
La Sociedad Europea de Estudios de Traducción (EST) es una organización internacional sin ánimo de lucro que promueve la investigación de la traducción, la interpretación y la localización.

## Nombre y abreviatura
La sociedad fue registrada el 28 de mayo de 1993, en la Bundespolizeidirektion de Viena como el "Gesellschaft für Europäische Translationswissenschaft (European Society for Translation Studies - EST)". Debido a que es una asociación que se rige por el derecho austríaco, sus estatutos figuran en alemán pero el idioma oficial de la Sociedad es el Inglés, por lo que el nombre en inglés prevalece. La abreviatura "EST" se pronuncia letra por letra.

## Objetivos
Los objetivos enunciados en su Constitución son los siguientes: fomentar la investigación de la traducción y la interpretación para promover el perfeccionamiento de los profesores de estas disciplinas y para ofrecer asesoramiento sobre la formación de traductores e intérpretes.

## Historia
El 12 de septiembre de 1992, los participantes de la Conferencia Internacional "Estudios de Traducción - una interdisciplina" en Viena, acordaron fundar la Sociedad, que se registró oficialmente el 28 de mayo de 1993.
La Sociedad ha celebrado congresos cada tres años, en Praga (1995), Granada (1998), Copenhague (2001), Lisboa (2004), Liubliana (2007) y Lovaina (2010). El VII Congreso se celebrará en Germersheim, Alemania, en 2013.

## Comités
La Sociedad trabaja mediante un sistema de juntas y comités, cada uno encargado de una tarea específica: la Junta Ejecutiva, el Consejo Asesor, el Comité del Premio Joven Académico, el Comité para las Subvenciones, el Comité para la Subvención en la Compra de Libros, la Comisión de Estudios de Doctorado, el Comité de Investigación y el Comité de Traducción.
Presidentes:
- Mary Snell-Hornby (1992-1998)
- Yves Gambier (1998-2004)
- Daniel Gile (2004-2010)
- Anthony Pym (2010-2016)
- Arnt Lykke Jakobsen (2016-2022)
- Elisabet Tiselius (2022-2025)

En el año 2011, la Sociedad estableció el Comité de Investigación, encargado de realizar informes sobre temas clave en la investigación de los Estudios de Traducción. Existen versiones reducidas de los informes publicadas en la Wikipedia. En este mismo año, la Sociedad también estableció el Comité de Traducción encargado de las traducciones de la Investigación de los Estudios de Traducción.

## Premios
La Sociedad ofrece varios premios anuales para que jóvenes investigadores puedan asistir a Escuelas de Traducción de verano, para que los departamentos académicos puedan adquirir publicaciones en el campo de los estudios de traducción, y para la organización de eventos relacionados con los Estudios de Traducción. Cada tres años, también se le otorga un premio al mejor joven investigador de los Estudios de Traducción.

## Recursos para los investigadores
El sitio de Internet Archivado el 28 de diciembre de 2011 en Wayback Machine. que trata sobre los recursos de la Sociedad incluye enlaces con las listas actualizadas de las conferencias, las revistas en línea, grupos de investigación, instituciones de formación de traductores, bibliografías en línea y entrevistas en video con académicos dedicados al mundo de la traducción. El sitio también aborda cuestiones de investigación en el terreno de los Estudios de Traducción, una colección en línea de consejos y directrices para los jóvenes investigadores.

## Publicaciones
La Sociedad ha editado libros basados en sus conferencias trianuales:
- Snell-Hornby, Mary, y Klaus Franz Pöchhacker Kaindl (eds). 1994).  Translation Studies. An Interdiscipline Archivado el 6 de diciembre de 2010 en Wayback Machine.. Ámsterdam & Philadelphia: John Benjamins.
- Snell-Hornby, Mary, Zuzana Jettmarová y Klaus Kaindl (eds). 1997).  Translation as Intercultural Communication Archivado el 4 de diciembre de 2010 en Wayback Machine.. Ámsterdam & Philadelphia: John Benjamins.
- Chesterman, Andrés, Natividad Gallardo San Salvador y Gambier Yves (eds). 2000.Translation in context. Ámsterdam & Philadelphia: John Benjamins.
- Hansen, Gyde, Kirsten Malmkjær y Daniel Gile (eds). 2004).  Claims, Changes and Challenges in Translation Studies Archivado el 4 de diciembre de 2010 en Wayback Machine.. Ámsterdam & Philadelphia: John Benjamins.
- Gambier, Yves, Shlesinger Miriam y Radegundis Stolze (eds). (2007): Doubts and Directions in Translation Studies Archivado el 10 de octubre de 2007 en Wayback Machine.. Ámsterdam & Philadelphia: John Benjamins.
- Gile, Daniel, Gyde Hansen y Nike Pokorn (eds). 2010. Ámsterdam & Philadelphia: John Benjamins.